# Sorin Botiș
Sorin Botiș (n. 14 aprilie 1978, Arad, România) este un fotbalist român retras din activitate.

## Carieră

### UTA Arad
Botiș și-a început cariera la clubul din orașul său natal, UTA Arad, la care a evoluat 5 sezoane la echipa de juniori și încă 5 la echipa de seniori.

### Sheriff Tiraspol
În 2002, Botiș a decis să plece în Moldova la Sheriff Tiraspol, unde a evoluat 11 meciuri și a marcat un gol în unicul său sezon petrecut în Tiraspol.

### Ferencváros TC
Botiș a plecat pentru prima oară în Ungaria la Budapesta, clubul lui fiind Ferencváros TC. Și-a făcut debutul pe data de 2 august 2003 împotriva lui Videoton, într-un meci care s-a terminat la egalitate, 2-2.

### Zalaegerszegi TE
După ce a marcat 3 goluri în 51 de meciuri pentru Ferencváros TC, Botiș a plecat la Zalaegerszegi TE, unde și-a făcut debutul pe data de 25 iulie 2009 contra lui Kaposvári Rákóczi FC, un meci care s-a încheiat 3-1 pentru clubul său.

### Honvéd Budapesta
După ce a petrecut 3 sezoane la Zalaegerszegi TE și încă 3 la Ferencváros TC, Botiș a decis să plece la rivala din Budapesta, Honvéd. Și-a făcut debutul pe data de 31 iulie 2006 tot contra lui Videoton, de data aceasta clubul lui câștigând cu 3-2.

### Békéscsaba
Botiș a decis să părăsească capitala Ungariei pentru a doua oară semnând un contract în 2012 cu Békéscsaba SE.

## Trofee

### UTA Arad
- Liga a II-a:
  - Câștigător: 2001-2002
- Liga a III-a:
  - Promovare: 1998–1999

### FC Sheriff Tiraspol
- Divizia Națională:
  - Câștigător: 2002-2003

### Ferencvárosi TC
- Nemzeti Bajnokság I:
  - Câștigători: 2003–2004
  - Locul 2: 2004–2005
- Cupa Ungariei:
  - Câștigător: 2003–2004
  - Finaliști: 2004–2005
- Supercupa Ungariei:
  - Câștigător: 2004
  - Finaliști: 2003

### Zalaegerszegi TE
- Nemzeti Bajnokság I:
  - Podium: 2006–2007

### Honvéd Budapesta
- Supercupa Ungariei:
  - Finaliști: 2009